# Institut d'enseignement à distance
 (mars 2011).
Si vous disposez d'ouvrages ou d'articles de référence ou si vous connaissez des sites web de qualité traitant du thème abordé ici, merci de compléter l'article en donnant les références utiles à sa vérifiabilité et en les liant à la section « Notes et références ».
Pour les articles homonymes, voir IED.
L’Institut d'enseignement à distance (IED) est un institut universitaire rattaché par convention à l'Université de Paris VIII, qui dispense des formations universitaires en cursus complet, psychologie, sciences de l'éducation, droit et informatique (licence et master).

## Historique
En 1990, sous l'impulsion de Francine Demichel, alors Directrice de l'Enseignement Supérieur au Ministère et de Rodolphe Ghiglione, Professeur de Psychologie sociale à l'UFR 7 de Psychologie à Paris VIII, le CNED et l'Université de Paris VIII s'associent par convention en créant une filière d'enseignement à distance consacrée dans un premier temps à l'enseignement de la psychologie (Deug et Licence). L'Institut d'enseignement à distance (IED) est officiellement créé par décret du Ministère de l'Enseignement Supérieur en 1997, ouvrant la voie à l'ouverture de nouveaux diplômes (en sciences de l'éducation, notamment, mais également en psychologie, maîtrise et DESS). La rupture de la convention avec le CNED entre 2006 et 2007 obligera le directeur de l'Institut de l'époque, le Pr. Serban Ionescu, à développer très rapidement les technologies numériques (en remplacement des formats papier-crayon proposés antérieurement par le CNED) et à créer la première Plate-Forme d'Enseignement à Distance (Claroline, puis actuellement Moodle). 
De 400 étudiants en psychologie en 1990, l'IED forme à présent plus de 4200 étudiants, majoritairement dans le cursus de Licence et Masters de psychologie, mais également en sciences de l'éducation et en droit (cursus complet Licences-Masters également)  et en informatique (Licence). En outre, deux diplômes universitaires, uniques en France, sont proposés (DESU d'art-thérapie et DU de criminologie). 
Actuellement dirigé depuis plusieurs années par le Pr. Gille Bernard, l'IED travaille en partenariat avec les services généraux de l'Université, et est encadré par un Conseil de gestion, composé pour moitié de personnalités extérieures et d'élus (enseignants, personnels administratifs et étudiants), qui veillent à la votation et à l'application des décisions d'intérêts communs (capacités d'accueil, composition des jurys et commissions, orientations politiques, modifications des outils numériques, recommandations en matière d'enseignement à distance, approbations budgétaires, demandes de postes, etc.), à raison d'une réunion du Conseil tous les deux mois (ou tous les mois si nécessaire). 
Le personnel de l'IED est pour une part composé de personnel administratif et technique et pour une part d'enseignants-chercheurs, d'enseignants et  de chargés de cours (recrutés annuellement). Les bureaux de l'IED ont été installés dans le dernier bâtiment construit lors de l'agrandissement de l'Université Paris VIII en 2006-2007, occupant la moitié d'un étage. Le manque de place actuel pour assurer des conditions de travail décentes aux personnels administratifs et enseignants de l'IED nécessiterait la dotation d'au moins autant de bureaux que ceux occupés actuellement, cette situation d'engorgement n'étant  pas nouvelle dans la majorité des Universités françaises. 

## Formations[1]
En psychologie : 
- Licence
- Master- Master de Psychologie Clinique - Master de Psychologie du Développement - Master de Psychologie Sociale

En sciences de l'éducation :
- Licence
- Master

En droit :
- Licence
- Master- Master de Droit Public - Master de Droit Justice, procès, procédure  - Master de Droit de la Santé

En Informatique :
- Licence
- Master

En Criminologie :
- DU (Diplôme Universitaire)

Pour toutes ces filières, les diplômes délivrés, Licences et Masters, ont la même habilitation ministérielle que ceux de l'Université de Paris VIII en  enseignement dit « présentiel », puisqu'ils sont adossés aux maquettes nationales de diplômes portées par les laboratoires et équipes de recherche de l'Université.

## Supports d’enseignement
L'IED a expérimenté au cours de son évolution divers supports permettant l'enseignement à distance. Du premier modèle "papier-crayon-courrier postal" proposé par le CNED, en passant par l'envoi de supports de cours réunis dans plusieurs ouvrages édités par les PUF (second modèle),  l'IED a innové en proposant une plateforme numérique d'enseignement à distance dès 2007, mais n'a pas évolué depuis. Le modèle d'enseignement numérique a maintenant 10 ans de retour d'expérience, et est devenu le noyau central du dispositif pédagogique à distance. Les cours sont dispensés uniquement en format numérique, accessibles par tous - enseignants et étudiants. Chaque étudiant est inscrit dans ses cours respectifs, qui comprennent, en fonction des enseignements et de la discipline, hormis les cours eux-mêmes, diverses aides pédagogiques : des contenus de cours spécifiques, des devoirs à rédiger au cours de l'année, des exercices, des supports multimédias (cours sonores avec diaporamas), etc. En outre, la plateforme offre des forums d'échanges entre les étudiants et les enseignants (qui sont eux très souvent absents), un courriel individuel pour tous, et la possibilité d'interagir entre enseignants et personnels pour toutes les questions pédagogiques et administratives. Un contrôle continu est proposé dans certaines disciplines (Informatique, notamment, et le DESU "Pratiques cliniques et arts visuels").
De plus, on peut regretter le manque de permanences téléphoniques hebdomadaires qui devraient être assurées par les enseignants-chercheurs et les chargés de cours pour obtenir un tutorat pédagogique qui est clairement absent pour la majorité des cours.  

## Examens
Contrairement à la majorité des universités qui proposent une première session d'examen en janvier et une deuxième session en mai (année universitaire organisée en 2 semestres), l'IED a conservé (en théorie uniquement, mais pas en pratique) le modèle annuel  d'enseignement, avec deux sessions d'examens, en juin et en septembre, sans semestrialisation des cours. La principale raison en est la spécificité du public de l'IED, la plupart menant, à côté des études, une vie professionnelle. De fait, la période estivale est une période non négligeable à l'apprentissage, qui ne pourrait être supprimée sans dommage pour la réussite des étudiants. En revanche, la période d'examen (sur plusieurs jours, en continu, pour chaque année) est une épreuve d'endurance et de concentration intense. Les examens se déroulent toujours dans les locaux, salles et amphis, de l'Université Paris VIII, nécessitant, de fait, une importance organisation préparatoire, plusieurs mois à l'avance.

## Les étudiants et la qualité d'enseignement
Les étudiants sont pour 84 % résidents en France métropolitaine, et pour 8 % résidents des DOM-TOM et à l'étranger. La sociologie des étudiants de l'IED est particulière : plutôt plus âgés que la moyenne générale des étudiants, ayant déjà une formation professionnelle antérieure, en reprise d'études afin, soit de parfaire leurs connaissances, soit de réorienter leur carrière professionnelle, ayant le plus souvent charge de famille, vivant éloigné des grands centres universitaires. Le dispositif pédagogique de l'IED est particulièrement adapté pour les étudiants résidant à l'étranger ou dans les DOM-TOM. Le taux d'échec est élevé la première année de Licence (quelle que soit la discipline), dans les mêmes proportions que les chiffres nationaux fournis par le Ministère. L'enseignement à distance demande plus d'autonomie, de responsabilisation et de travail personnel de lectures aux étudiants que l'enseignement en présentiel, mais la qualité de l'enseignement universitaire est la même que dans les filières en présentiel.
La formation en informatique est remarquable par l'étendue des thèmes abordés et les enseignants ont mis en place un contrôle continu pour s'assurer d'un bon suivi des études et des connaissances acquises. L'originalité des formations, en psychologie, en droit et en sciences de l'éducation réside dans le fait que l'IED est le seul dispositif universitaire en France proposant un cursus complet permettant aux étudiants d'obtenir un diplôme professionnalisant à distance. En revanche, l'IED ne propose pas encore de formation doctorale, par manque d'enseignants-chercheurs.